# إوز روز

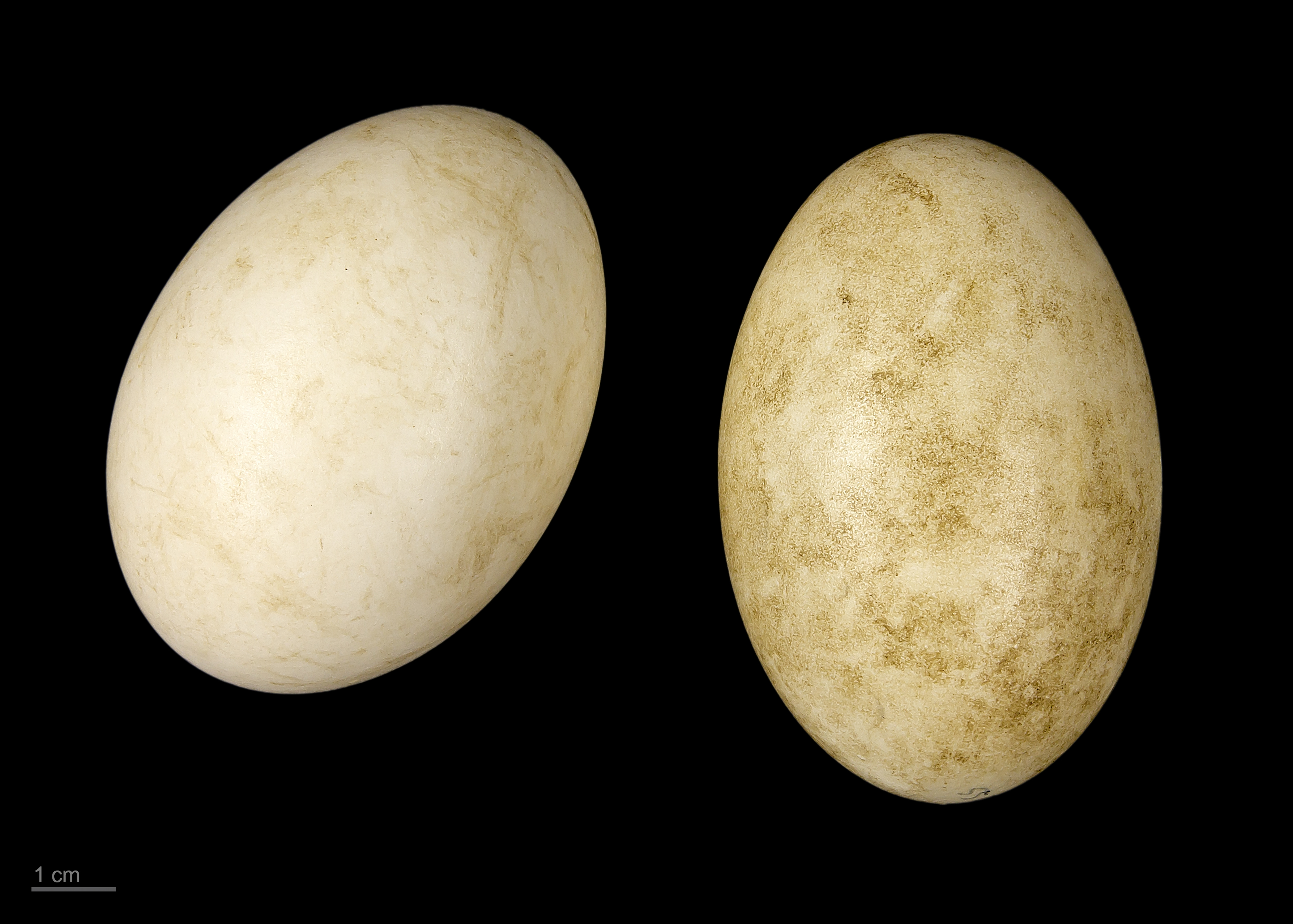
Anser rossii

أوز روز[بحاجة لمصدر] (الاسم العلمي: Chen rossii) هو نوع من أسرة إوز.[إخفاق التحقق]